# Guyana Chronicle
Guyana Chronicle est un journal du Guyana fondé en 1880. Il parait quotidiennement.
Le journal est la propriété de la république coopérative du Guyana,.

## Situation et accès au siège social
Le siège social de la société éditrice du journal, Guyana National Newspapers Limited, est situé à Georgetown et desservi par Lama Avenue,.

## Histoire
Le journal, titré « The Chronicle », est fondé en 1880. Ce n’est qu’à partir des années 1970 qu’il paraît sous le nom de « Guyana Chronicle ».